# Pedro Ernesto Fournau
Pedro Ernesto Fournau (* 7. Juli 1977 in Coronel Dorrego, Partido Coronel Dorrego) ist ein argentinischer römisch-katholischer Geistlicher und Weihbischof in Bahía Blanca.

## Leben
Pedro Ernesto Fournau studierte Philosophie und Theologie am Priesterseminar heiliger Pfarrer von Ars des Erzbistums Mercedes-Luján und empfing am 7. September 2012 das Sakrament der Priesterweihe für das Erzbistum Bahía Blanca.
Nach der Priesterweihe war er als Kaplan in Carhué und Tres Arroyos sowie von 2017 bis 2020 als Pfarrer in Coronel Pringles tätig. Daneben war er Referent für die Sozialpastoral und die Basisgemeinden im Erzbistum. Ab 2020 war er am Priesterseminar heiliger Pfarrer von Ars im Erzbistum Mercedes-Luján in der Priesterausbildung tätig. Außerdem war er Diözesandelegierter für die Themen der Weltsynode.
Papst Franziskus ernannte ihn am 12. September 2024 zum Titularbischof von Bararus und zum Weihbischof in Bahía Blanca. Der Erzbischof von Bahía Blanca, Carlos Azpiroz Costa OP, spendete ihm am 6. Dezember desselben Jahres in der Kathedrale Nuestra Señora de la Mercedes in Bahía Blanca die Bischofsweihe. Mitkonsekratoren waren dessen Amtsvorgänger Guillermo Garlatti, der emeritierte Bischof von Alto Valle del Río Negro, Néstor Hugo Navarro, der Bischof von Comodoro Rivadavia, Jorge Luis Wagner, und der Erzbischof von Mercedes-Luján, Jorge Eduardo Scheinig.